# 皮德利斯基 (多利納區)
48°51′28″N 23°55′28″E / 48.85778°N 23.92444°E
皮德利斯基（烏克蘭語：Підліски），是烏克蘭西部的村莊，隸屬伊萬諾-弗蘭科夫斯克州的卡盧什區。該村面積22.7平方公里，2001年人口514，人口密度每平方公里22.6人。